# Vincenzo Moretti
Vincenzo Moretti (ur. 14 listopada 1815 w Orvieto, zm. 6 października 1881 w Bolonii) – włoski kardynał.

## Życiorys
Kształcił się w kolegium jezuickim w rodzinnym mieście, również w tamtejszym seminarium duchownym, a także w Rzymie w Collegio Romano, gdzie uzyskał doktoraty z teologii i utroque iuris. 22 września 1838 otrzymał święcenia kapłańskie. Przez kolejnych prawie dwadzieścia lat pracował duszpastersko w diecezji Orvieto.
17 grudnia 1855 otrzymał nominację na biskupa diecezji Comacchio. Sakrę odebrał w Rzymie, a udzielił jej kardynał Costantino Patrizi Naro. W latach kolejnych przenoszony był do kolejnych diecezji, początkowo do Ceseny, a następnie Imoli. 27 października 1871 mianowany został arcybiskupem Rawenny. Na urzędzie tym pozostał do 22 września 1879, kiedy to złożył rezygnację z rządów. Na konsystorzu z grudnia 1877 roku otrzymał kapelusz kardynalski. Brał udział w konklawe 1878. Zmarł w Bolonii i tam też został pochowany.